# Nuraghe Mannu

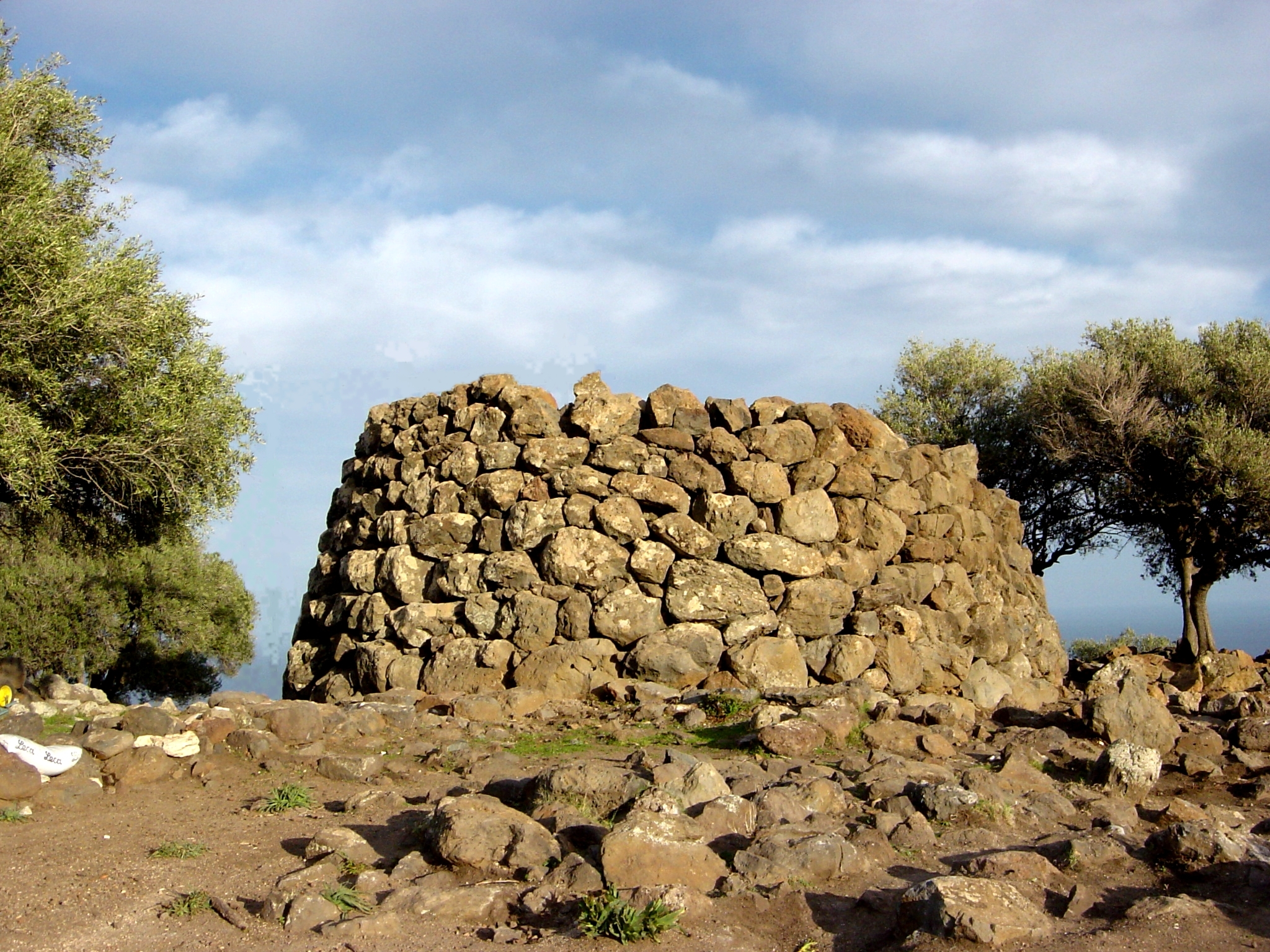
Nuraghe Mannu

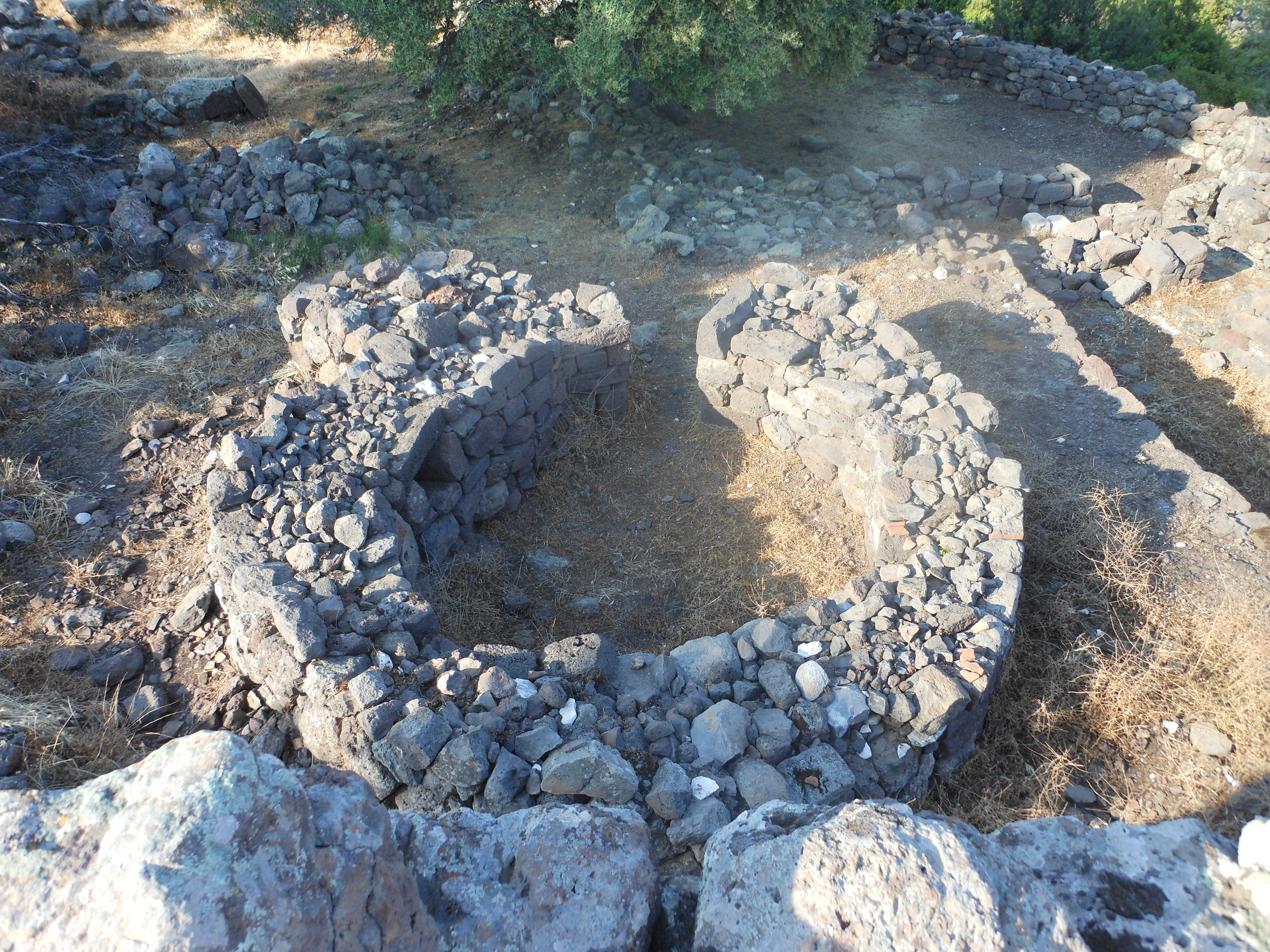
Nuraghe Mannu

Die Nuraghe Mannu bei Cala Gonone ist ein 3500 Jahre alter bronzezeitlicher Steinturm unweit von Dorgali an der Ostküste Sardiniens. Von dem Turmbau, der auf einem kleinen Hochplateau fast 200 m über dem Meer liegt, hat man einen weiten Blick über das Meer auf die kleine Kieselbucht Fuili und in die Codula Fuili-Schlucht. Es gibt archäologische Hinweise darauf, dass die Bucht von Fuili von der sardischen Urbevölkerung als Naturhafen genutzt wurde. Nuraghen sind prähistorische und frühgeschichtliche Turmbauten der Bonnanaro-Kultur (2200–1600 v. Chr.) und der mit ihr untrennbar verbundenen, nachfolgenden Nuraghenkultur (etwa 1600–400 v. Chr.) auf Sardinien.

## Beschreibung
Erste Hinweise auf die Nuraghe Mannu kamen von Antonio Taramelli, der die von einer Nuraghensiedlung umgebene Anlage im Jahr 1927 erkundete. Das aus quadratischen Basaltsteinen errichtete Hüttendorf wird von der Nuraghe dominiert, die trotz ihres Namens „mannu“ (bedeutet auf Sardisch „groß“) eine Tholosnuraghe von eher bescheidenen Dimensionen ist, die aus großen, in unregelmäßigen Reihen verbauten Basaltblöcken errichtet wurde. Der im Südosten gelegene Eingang wird durch einen unregelmäßigen Türsturz überdeckt, oberhalb dessen Blockreihen bis in Höhen zwischen 4,3 und 3,5 m erhalten blieben. Darüber liegt der Rest einer kleinen Fensteröffnung. Der von Felsplatten bedeckte 3,7 m lange und 1,2 m breite Gang führt zu einer exzentrisch liegenden Kammer in Gleichdickform (3,6 mal 4,6 m) mit zwei großen nierenförmigen, nicht bis zum Boden reichenden Nischen. Im Gang liegt der Zugang zu den Resten der Treppe in die höhere, nicht erhaltene Ebene. Um die Nuraghe von 12,8 m Durchmesser liegt die mehrere Hektar große, bei der Ausgrabung von Vegetation befreite Nuraghensiedlung.
Im Jahr 1933 verfasste Antonio Taramelli (1868–1939) einen Bericht über seine Beobachtungen. Er verwies auf das Vorhandensein von Steinblöcken, die zu römerzeitlichen Strukturen gehören. Der Fund von Basaltblöcken mit geometrischen Mustern gab einen Hinweis auf das Vorhandensein einer Kultstätte, die mit dekorativen Elementen und Bautechniken verglichen werden konnte, die er in Bonorva, Nuragus, Sardara und Serri gefunden hatte.

Nuraghe Mannu
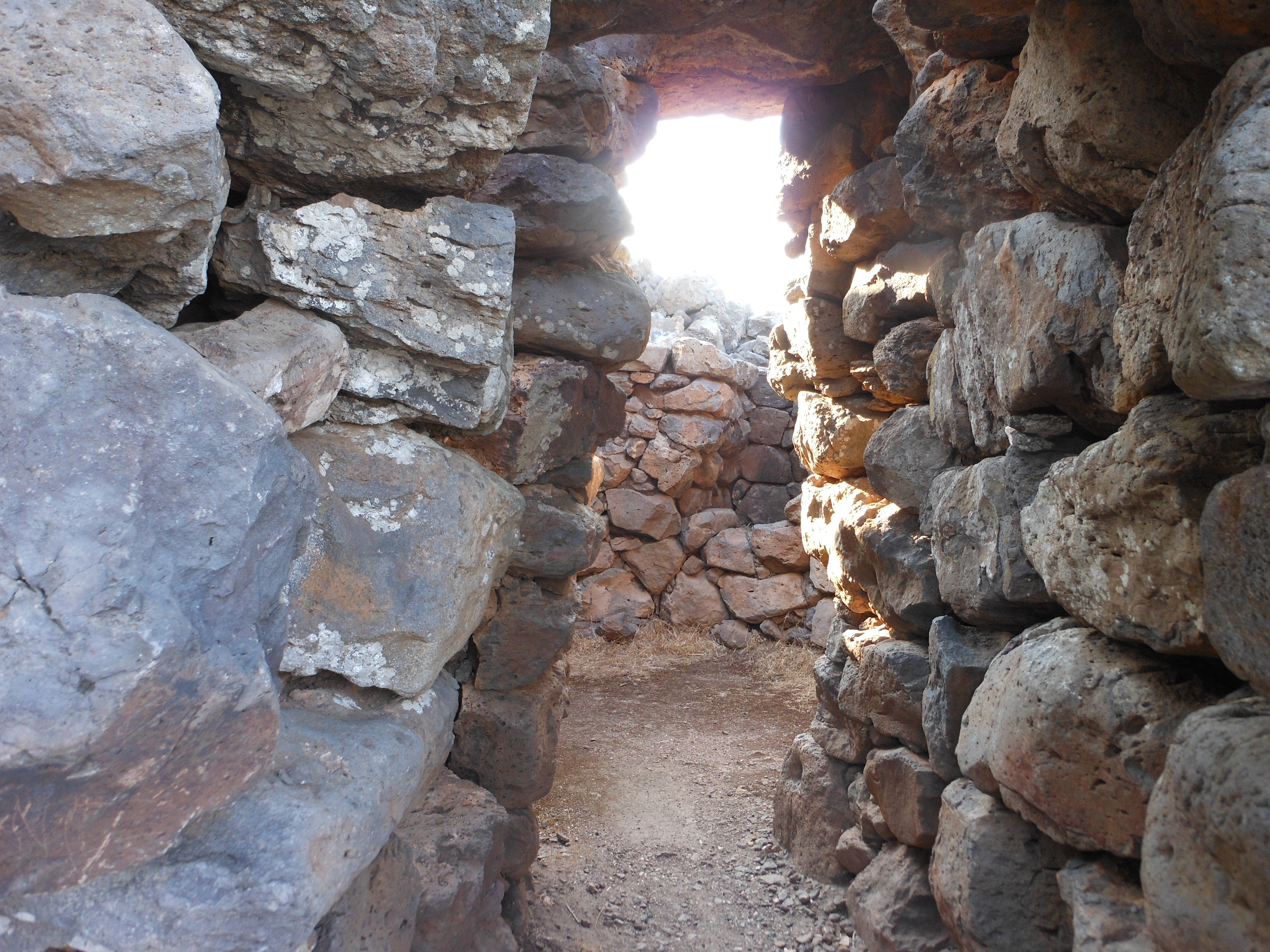
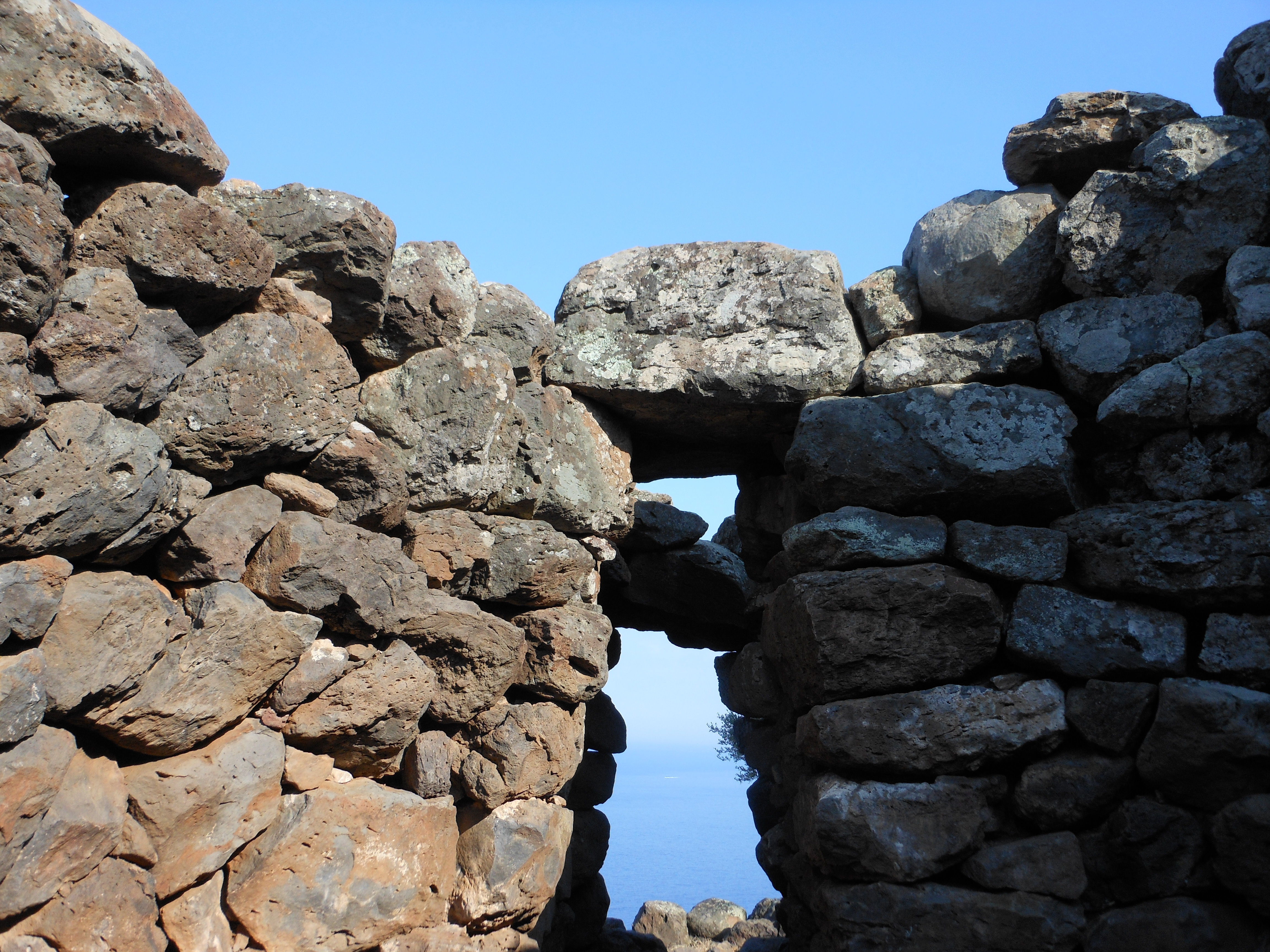
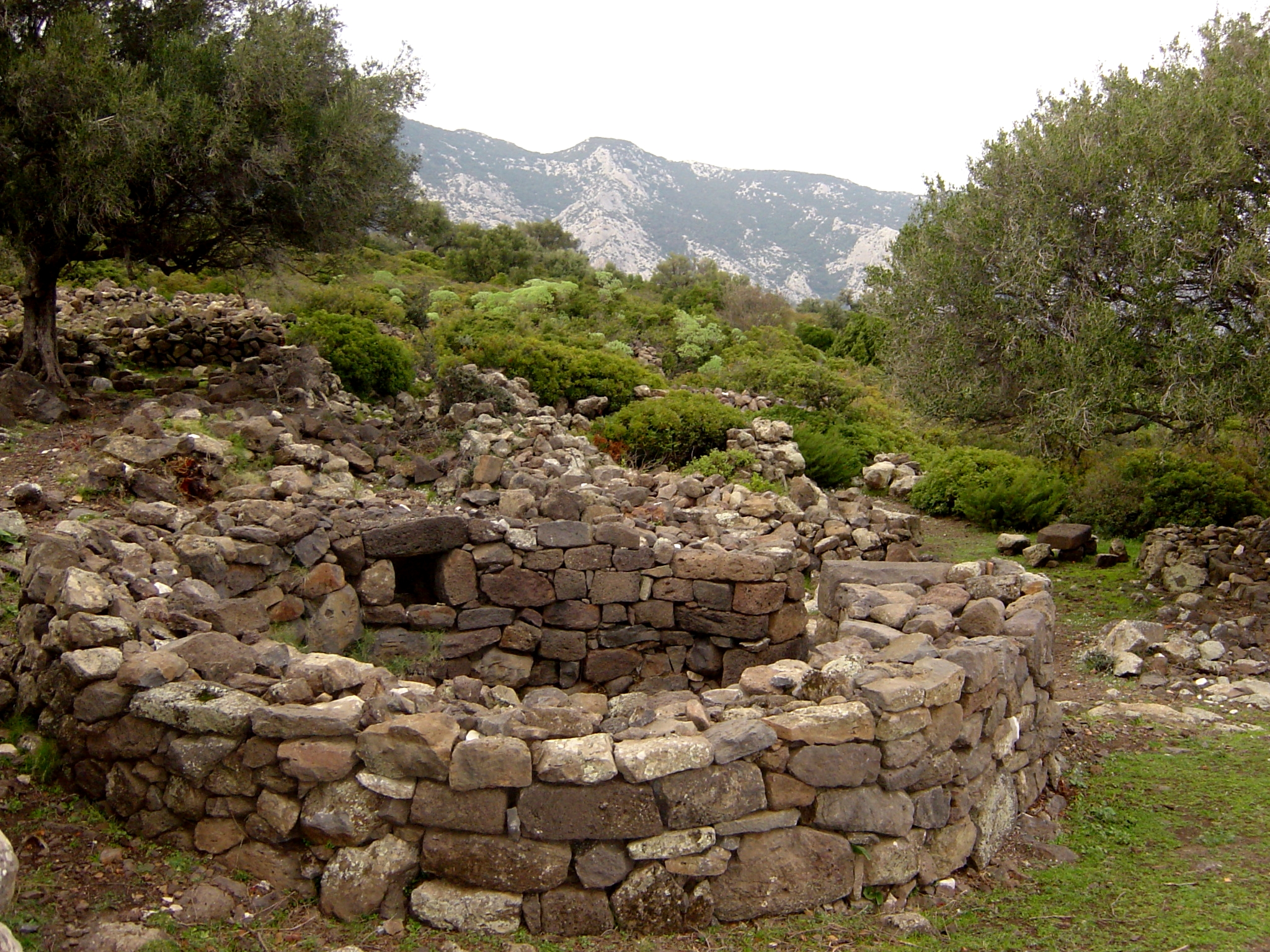
Rundhütte
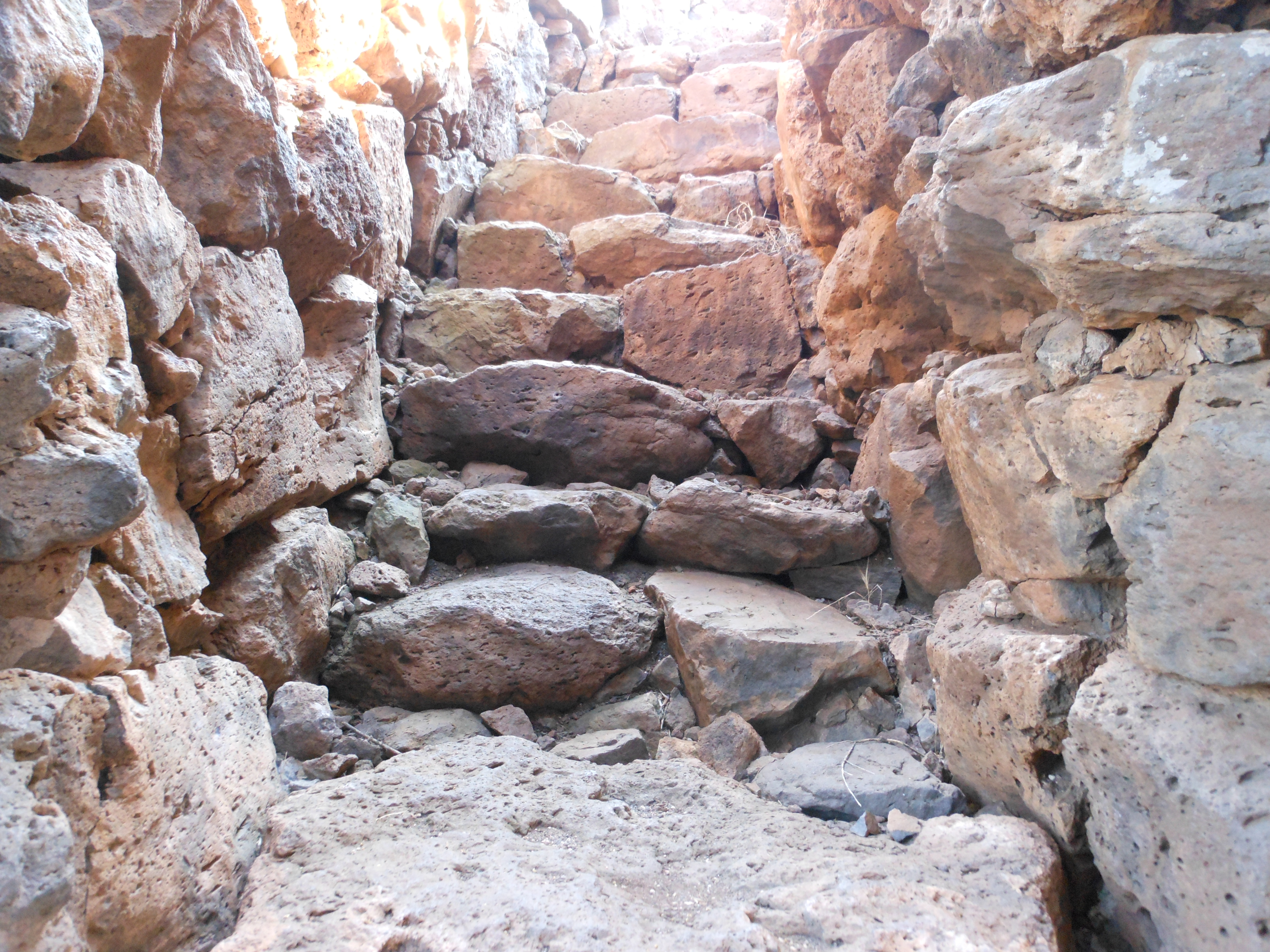
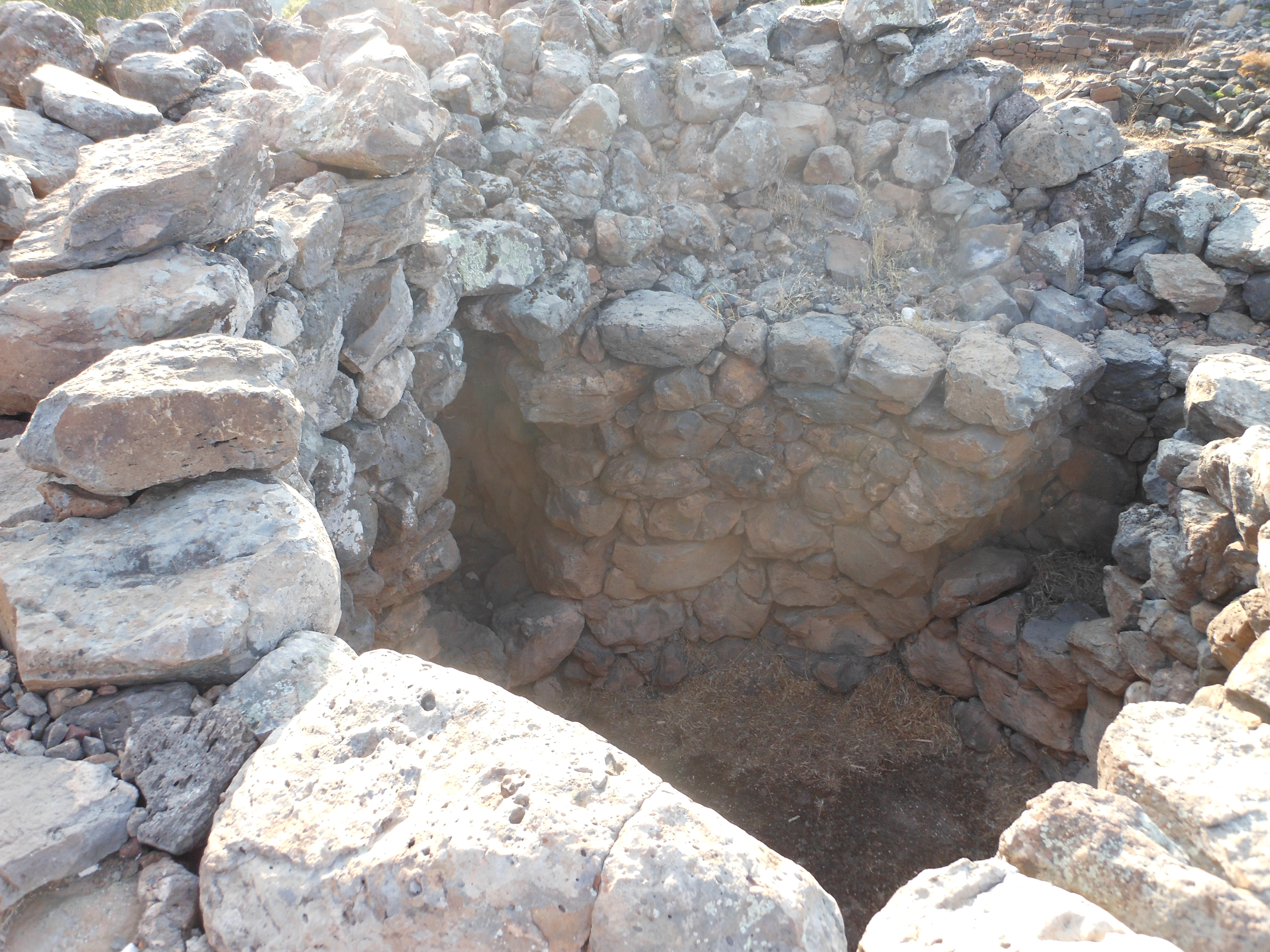

Seit 1994 war die Nuraghe Mannu Gegenstand von acht Ausgrabungskampagnen mit rund 700 Helfern. Die Ausgrabungen des Dorfes und der Nuraghe erbrachten Erkenntnisse über die erste Bauphase des Dorfes in der mittleren Bronzezeit (1500 v. Chr.). Die Menge der Funde stammte jedoch aus der späten Bronzezeit (1200–1000 v. Chr.). Neben keramischen Materialien wurden Werkzeuge und Gegenstände des täglichen Gebrauchs, wie Öfen, Stößel, verschiedene Mahlsteine gefunden, die den Anbau von Getreide belegen. In der Nähe der Ausgrabungen wurde ein Gebäude untersucht, das über die Reste der Nuraghensiedlung gebaut worden war. Ein trapezförmiger Stein mit drei Löchern auf der kurzen Seite (die für Baityloi vorgesehen waren) ist typisch für den jüngeren Typ der so genannten Gigantengräber. In dem römischen Gebäude wurden Fragmente von Dachziegeln, Geschirr und Vasen aus dem 4. Jahrhundert sowie Bernstein, Bronzenadeln und Glasscherben gefunden. Unter den Keramiken waren große Stücke von Pithoi, die als Behälter für Wein, Öl etc. verwendet wurden.